# Jazovir Trakiets
jazovir Trakiets (bulgariska: Язовир Тракиец) är en reservoar i Bulgarien.   Den ligger i regionen Chaskovo, i den centrala delen av landet, 190 km sydost om huvudstaden Sofia. jazovir Trakiets ligger 282 meter över havet.
Trakten runt jazovir Trakiets består till största delen av jordbruksmark. Runt jazovir Trakiets är det ganska tätbefolkat, med 120 invånare per kvadratkilometer.